# Список султанів Джок'якарти
У статті подано Список султанів Джок'якарти:

## Список
| Ім'я                | Фото | Початок правління  | Завершення правління | Примітки        |
| Хаменгкубувоно I    |      | 13 лютого 1755     | 24 березня 1792      |                 |
| Хаменгкубувоно II   |      | 2 квітня 1792      | 1810                 | перше правління |
| Хаменгкубувоно III  |      | 1810               | 1811                 | перше правління |
| Хаменгкубувоно II   |      | 1811               | 20 червня 1812       | друге правління |
| Хаменгкубувоно III  |      | 28 червня 1812     | 3 листопада 1814     | друге правління |
| Хаменгкубувоно IV   |      | 9 листопада 1814   | 6 грудня 1823        | перше правління |
| Хаменгкубувоно V    |      | 19 грудня 1823     | 17 серпня 1826       | перше правління |
| Хаменгкубувоно II   |      | 17 серпня 1826     | 2 січня 1828         | третє правління |
| Хаменгкубувоно V    |      | 17 січня 1828 року | 5 червня 1855 року   | друге правління |
| Хаменгкубувоно VI   |      | 5 липня 1855       | 20 липня 1877        |                 |
| Хаменгкубувоно VII  |      | 22 грудня 1877     | 29 січня 1921        |                 |
| Хаменгкубувоно VIII |      | 8 лютого 1921      | 22 жовтня 1939       |                 |
| Хаменгкубувоно IX   |      | 18 березня 1940    | 2 жовтня 1998        |                 |
| Хаменгкубувоно X    |      | 7 березня 1989     | нині на посаді       |                 |